# Laboulbenia quarantenae
Laboulbenia quarantenae (лат.) — вид энтомопатогенных грибов из семейства Laboulbeniaceae. 

## Строение
Может расти только в телах жужелиц вида Bembidion biguttatum и пока найден исключительно в Ботаническом саду Мейзе в Бельгии. Он не образует ни гифов, ни мицелия, а выращивает многоклеточные талломы, выступающие из тела хозяина.

## Интересные факты
Гриб назван в честь карантина, состоявшегося во время пандемии коронавируса COVID-19 в 2020 году.